# Congresso Internacional Anarquista de Amsterdã
O Congresso Internacional Anarquista de Amsterdã ocorreu de 24 a 31 de agosto de 1907, na cidade de Amesterdã (Holanda), reunindo delegados de 14 países.

## História
O Congresso contou com a presença de figuras importantes do movimento anarquista mundial, dentre elas Errico Malatesta, Luigi Fabbri, Benoît Broutchoux, Pierre Monatte, Amédée Dunois, Emma Goldman, Rudolf Rocker, e Christian Cornélissen.
A iniciativa de promover o Congresso partiu dos anarquistas holandeses e belgas. Enquanto os holandeses entregaram-se à organização material do evento, os belgas cuidaram de sua divulgação. Os anarquistas franceses dividiram-se, com uma parte rejeitando a ideia do Congresso, de tal sorte que a delegação francesa contou apenas com 8 integrantes.
Dentre os diversos temas tratados durante o Congresso, destacaram-se:
- Educação popular
- O papel da Greve Geral
- O Antimilitarismo (simultaneamente ao evento, ocorreu um Congresso Internacional de Antimilitarismo)

Mas o tema mais importante referiu-se às relações entre Anarquismo e Sindicalismo. Ao final dos debates, foi acordado que o movimento anarquista deveria investir mais em sua própria organização, tendo sido criado um departamento internacional, com sede em Londres, que funcionou apenas até 1911. Era composto por 5 membros: Errico Malatesta, Rudolf Rocker, Alexander Schapiro, John Turner e Jean Wilquet. 
Um próximo Congresso foi agendado para 1909.

### O debate Monatte-Malatesta
O ponto alto do Congresso foi o grande debate teórico entre Pierre Monatte e Errico Malatesta.
Monatte entendia o Sindicalismo revolucionário como um meio e uma finalidade na ação revolucionária. Através dos sindicatos, os trabalhadores podiam sustentar suas lutas contra o Capitalismo e precipitar seu fim pela greve geral; por isso, os sindicatos poderiam passar a ser a estrutura básica da nova sociedade, onde a solidariedade dos trabalhadores encontraria a forma concreta através da organização sindical.
Por seu turno, Malatesta insistiu no fato de que o sindicalismo só poderia ser tido na conta de um  meio (e um meio imperfeito) de ação revolucionária, debaixo de uma rígida concepção da sociedade de classes, concepção essa que ignorava que os interesses dos trabalhadores variavam tanto que “algumas vezes os trabalhadores se colocam, econômica e moralmente, mais próximos da burguesia do que do proletariado”. Devido a isso, a imersão em assuntos sindicais, com uma fé simplista na greve geral, não somente seria irreal, como conduziria os militantes revolucionários a descuidar de outros meios de luta e, em particular, a ignorar o fato que a grande tarefa revolucionária não consistia em os trabalhadores pararem de trabalhar, mas sim em "continuarem trabalhando por sua própria conta”.